# Brochis multiradiatus
Brochis multiradiatus es una especie de pez de la familia Callichthyidae en el orden de los Siluriformes. Se encuentran en Sudamérica:  cuenca occidental del río Amazonas.

## Morfología
Los machos pueden llegar alcanzar los 6,7 cm de longitud total.